# Gemma Parellada
Gemma Parellada (Barcelona, 1982) es una periodista española establecida en África desde 2003/2004.

## Biografía
Gemma Parellada se graduó en Periodismo en la Universidad Ramon Llull en Blanquerna, donde también es profesora del máster en Periodismo y Relaciones Internacionales.
Gemma Parellada vive entre Costa de Marfil y Sudáfrica, aunque está en constante movimiento por el continente. Es la corresponsal española más veterana en el África subsahariana. Especializada en el conflicto inacabado de la República Democrática del Congo, ha cubierto las distintas guerras en el continente durante estos años. También ha seguido e investiga los movimientos sociales, políticos y culturales. Compagina su trabajo como corresponsal para Catalunya Radio y El País con diversos medios nacionales e internacionales —entre ellos la CNN o la emisión en español de Radio Francia Internacional— y forma parte del Forum de Periodistas de Investigación Africanos (FAIR). En 2018 cofundó el Festival Wallay!, un proyecto cinematográfico con el que se busca enriquecer, desde el ámbito de la cultura, el contacto con los relatos procedentes de África.
Su trayectoria como periodista ha sido galardonada, entre otros, con el XIII Premio de Periodismo Miguel Gil Moreno (2016) y el Memorial Joan Gomis de Periodismo (2013) por su reportaje La guerra sin fin sobre la guerra en el Congo.